# Schall (Familienname)
Schall ist ein deutscher Familienname.

## Namensträger
- Adam Schall von Bell SJ (1592–1666), Jesuit, Wissenschaftler und Missionar
- Alexander Schall (* 1970), deutscher Jurist und Hochschullehrer
- Anton Schall (Fußballspieler) (1907–1947), österreichischer Fußballspieler
- Anton Schall (Orientalist) (1920–2007), deutscher Orientalist
- Barbara Brecht-Schall (1930–2015), deutsche Theaterschauspielerin
- Britta Schall Holberg (1941–2022), dänische Gutsbesitzerin und Politikerin
- Carl Schall (Chemiker) (Johann Friedrich Carl Schall; 1856–1939), deutscher Chemiker
- Carl Friedrich von Schall (1843–1911), deutscher Politiker, MdL Württemberg
- Carl Friedrich Wilhelm Schall (1756–um 1800), deutscher Jurist und Geologe
- Claus Schall (1757–1835), dänischer Komponist
- Clemens August von Schall (1748–1814), deutscher Offizier, Politiker, Musiker, Schriftsteller
- Dörte Schall (* 1977), deutsche Politikerin (SPD)
- Ekkehard Schall (1930–2005), deutscher Bühnen- und Filmschauspieler sowie Regisseur
- Elke Schall-Süß (* 1973), deutsche Tischtennisspielerin und -trainerin
- Franz Schall (1918–1945), deutscher Luftwaffenoffizier im Zweiten Weltkrieg
- Fritz Schall (* 1924), österreichischer Dirigent und Komponist
- Georg Schall (1934–2011), deutscher Gewichtheber
- Heinz Schall (1872–1933), deutscher Schauspieler und Filmregisseur
- Hero Schall (1942–2023), deutscher Strafrechtler
- Jean-Frédéric Schall (1752–1825), französischer Maler
- Johann Carl Conrad Schall (1805–1885), deutscher Fotograf, Maler, Lithograph, Zeichenlehrer und Kunstverleger in Berlin
- Johanna Schall (* 1958), deutsche Schauspielerin
- Joseph Schall (1785–1867), deutscher Miniaturmaler, Lithograf und Zeichenlehrer
- Karl Schall (Dichter) (1780–1833) deutscher Dichter, Übersetzer und Journalist
- Karl Friedrich Schall (1859–1925), deutscher Feinmechaniker
- Karl Ludwig Schall (1827–1909), deutscher Jurist und Politiker
- Lothar Schall (1924–1996), deutscher Maler
- Luitgard Schall (1928–1990), deutsche Künstlerin
- Lutz Schall (1894–1978), deutscher Kinderarzt
- Martin Schall (Politiker) (1844–1921), deutscher Theologe und Politiker, Mitglied des Deutschen Reichstags
- Martin Schall (Basketballspieler) (* 1970), deutscher Basketballspieler
- Paul Schall (1898–1981), elsässischer Politiker und Journalist
- Peder Schall (1762–1820), dänischer Cellist, Gitarrist und Komponist
- Raphael Schall (1814–1859), deutscher nazarenischer Historien-, Kirchen- und Porträtmaler
- Reinhard Schall (1956–2020), deutscher Fernseh- und Radiomoderator und Redakteur
- Richard Schall (1913–1996), deutscher Landrat
- Robin Schall-Emden (1893–1946), deutscher Marineoffizier, zuletzt Vizeadmiral im Zweiten Weltkrieg
- Rudi Schall (1913–2002), deutscher Physiker
- Thomas D. Schall (1878–1935), US-amerikanischer Politiker
- Ute Schall (* 1947), deutsche Autorin
- Wilhelm Schall (Politiker, 1825) (1825–1886), deutscher Jurist und Politiker, Mitglied der Württembergischen Landstände
- Wilhelm Schall (Politiker, 1882) (1882–1928), deutscher Jurist und Politiker, MdL Volksstaat Württemberg
- Wolfgang Schall (1916–1997), deutscher Brigadegeneral und Politiker (CDU)
- Yannick Schall (* 1988), deutscher Skateboarder und mehrfacher Telecom-COS-Meister
- Zeca Schall (* 1963), deutsch-angolanischer Politiker